# Борнстейн, Джонатан
Джо́натан Рей Бо́рнстейн (англ. Jonathan Rey Bornstein; род. 7 ноября 1984, Торранс, Калифорния) — американский футболист, защитник клуба «Вида». Выступал за сборную США. Играет на позиции левого защитника, но также может выступать на позиции левого полузащитника.

## Клубная карьера
Футбольную карьеру Борнстейн начал в футбольной команде Политехнического университета штата Калифорния в Помоне, затем играл за команду Калифорнийского университета в Лос-Анджелесе.
На Супердрафте MLS 2006 Борнстейн был выбран в четвёртом раунде под общим 37-м номером клубом «Чивас США». Во время выступления за студенческие команды Борнстейн играл в нападении, но придя в «Чивас», он был переквалифицирован тренером Бобом Брэдли в защитники. Его профессиональный дебют состоялся 2 апреля 2006 года в матче стартового тура сезона против «Реал Солт-Лейк». 1 июля 2006 года в матче против «Далласа» он забил свой первый гол в MLS. В первый год своего выступления за «Чивас» Борнстейн, несмотря на низкий номер драфта, стал лучшим новичком MLS, а на следующий год вошёл в символическую сборную лиги.
19 июля 2010 года было объявлено о переходе Борнстейна в 2011 году в мексиканский клуб «УАНЛ Тигрес». В Лиге MX он дебютировал 15 января 2011 года в матче против «Некаксы». Борнстейн не смог закрепиться в основном составе «Тигрес», клуб несколько раз выставлял его на трансфер.
18 декабря 2013 года Борнстейн был отдан в аренду «Атланте». За клуб из Канкуна он дебютировал 16 января 2014 года в матче Кубка Мексики против «Венадос».
Летом 2014 года Борнстейн отправился в аренду в «Керетаро». За «Гальос Бланкос» он дебютировал 29 июля 2014 года в матче Кубка Мексики против «Ирапуато». 24 мая 2015 года в матче полуфинала лигильи против «Пачуки» он забил свой первый гол в чемпионате Мексики. Летом 2015 года Борнстейн перешёл в «Керетаро» на постоянной основе.
Летом 2018 года Борнстейн перешёл в израильский «Маккаби Нетания». В чемпионате Израиля он дебютировал 25 августа 2018 года в матче против «Хапоэль Хайфа». 30 марта 2019 года в матче против «Бней Иегуда» он забил свой первый гол в высшей лиге Израиля.
22 июля 2019 года Борнстейн вернулся в MLS, подписав контракт с «Чикаго Файр» на полтора года с опцией продления ещё на один. За «Файр» он дебютировал 27 июля 2019 года в матче против «Ди Си Юнайтед». 7 марта 2020 года в матче против «Нью-Инглэнд Революшн» он забил свой первый гол за «Файр». 28 июля 2020 года «Чикаго Файр» продлил контракт с Борнстейном на сезон 2021 согласно опции. 2 декабря 2021 года клуб подписал с игроком новый однолетний контракт. По окончании сезона 2022 Борнстейн покинул «Чикаго Файр» в связи с истечением срока контракта.
16 января 2023 года Борнстейн подписал однолетний контракт с клубом чемпионата Гондураса «Вида». Дебютировал за «Виду» он 21 января в матче стартового тура клаусуры 2023 против «Гондурас Прогресо».

## Международная карьера
В национальной сборной Борнстейн дебютировал 20 января 2007 года в матче со сборной Дании, отметившись голом. Принимал участие в Золотом кубке КОНКАКАФ 2007, Кубке Америки 2007, Кубке конфедераций 2009, чемпионате мира 2010 и Золотом кубке КОНКАКАФ 2011.

### Голы за сборную США
| #   | Дата            | Место                         | Противник  | Счёт | Результат | Соревнование            |
| --- | --------------- | ----------------------------- | ---------- | ---- | --------- | ----------------------- |
| 01. | 20 января 2007  | Хоум Дипо Сентер, Карсон, США | Дания      | 2:1  | 3:1       | Товарищеский матч       |
| 02. | 14 октября 2009 | РФК Стэдиум, Вашингтон, США   | Коста-Рика | 2:2  | 2:2       | Квалификация на ЧМ 2010 |

## Достижения
Командные
 «УАНЛ Тигрес»
- Чемпион Мексики: апертура 2011

 «Керетаро»
- Обладатель Кубка Мексики: апертура 2016
- Обладатель Суперкубка Мексики: 2017

 сборная США
- Обладатель Золотого кубка КОНКАКАФ: 2007
- Серебряный призёр Золотого кубка КОНКАКАФ: 2011
- Серебряный призёр Кубка конфедераций: 2009

Личные
- Новичок года в MLS: 2006
- Член символической сборной MLS: 2007
- Участник Матча всех звёзд MLS: 2007[33], 2008[34]